# قبيلة الداجو
"قبيلة الداجو"

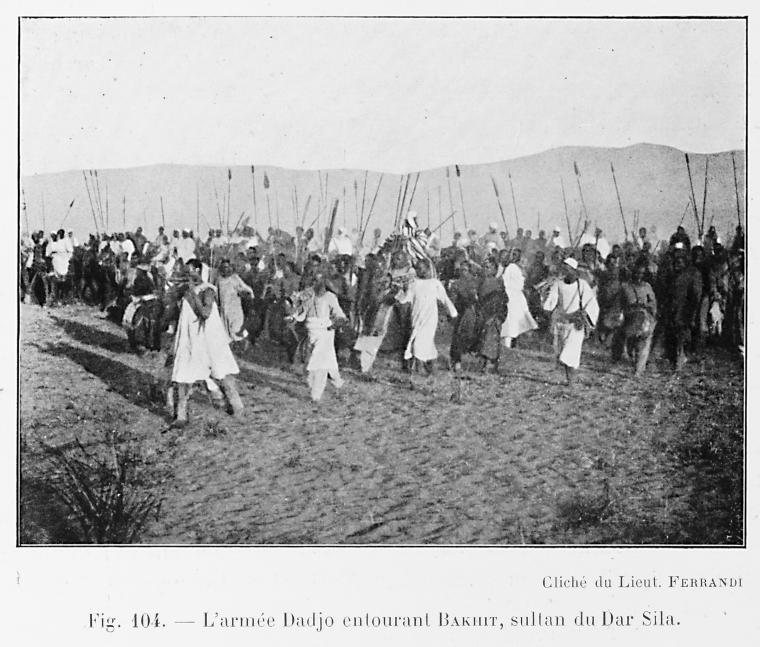
جيش الدادجو يحاصر بخيت سلطان دار سيلا

اختلف المؤرخون حول أصل ونسب الداجو ففريق ذهب إلى القول أن الداجو هم سكان دارفور الأصليين وفريق قال أنهم قوم هاجروا إلى دارفور من شمال أفريقيا وذكر مستر ماكمايكل في مذكراته صفحة 61 وما بعدها أن الداجو هاجروا قديماً من النيل ثم استوطنوا بجنوب دارفور حيث تمكنوا من الغلبة على السكان المحليين وأقاموا ملكاً قوياً بمقياس ذلك الزمان القديم في أحراش أفريقيا.
والثابت أنهم من أقدم القبائل في دارفور حيث استمرت سلطنة الداجو قرابة الأربعة قرون وأنها عند أغلب الذين أرخوا لها بدأت كمملكة مع بداية القرن الحادي عشر واستمرت حتى القرن الرابع عشر وهي أول سلطنة دوّن لها التاريخ بتلك المنطقة وكانت تعرف لدى المؤرخين الأجانب بسلطنة ما بين الأنهار.
وقد بلغت أقصى اتساعاً لها في منتصف القرن الرابع عشر حتى شملت حدودها بحيرة ونهر شاري بتشاد غرباً وبحر العرب جنوباً وإلى النيل الأبيض شرقاً وشمالاً إلى الحدود مع ليبيا، وقيل أن التجارة بينهم وبين مصر قد ازدهرت في بعض الحقب وأنهم اتصلوا بالليبيين في الشمال.
ولهجرات القبائل العربية صوب السودان فقد أحدثت تلك القبائل متاعب جمة لسطنة الداجو الأمر الذي أدى إلى نشوب حرب هنا وهناك مع كثير من القبائل العربية فأنهكت السلطنة واضمحلت فقضت عليها القبائل وعلى إثر ذلك تفرق الداجو وحدثت لهم هجرات واسعة إلى شتى بقاع السودان وبعض البلدان المجاورة كتشاد، حيث يتمركزون اليوم بمنطقتي قوز بيضاء ومنقو بتشاد. وهناك حملوا راية الإسلام وأنشأوا خلاوي القرآن والمساجد.
والداجو ينتشرون في كل ولايات دارفور وهم في نيالا وأم كردوس وكلوة وكاس وغيرها. وفي كردفان أنشأوا سلطنات صغيرة لهم حول مدينة لقاوة الحالية بولاية غرب كردفان، ثم ذهب الداجو إلى راجا بغرب بحر الغزال وهم هناك بطون شتى ويعملون بالزراعة ولهم كذلك سلطنة في صوري ولفوري شرق كادوقلي بولاية جنوب كردفان.
أقسام الداجو:
.
ينقسم الداجو إلى قسمين:
1/ داجو لبوقي:
وهم بيت الزعامة والرئاسة وتنحصر فيهم الأسرة الحاكمة ويكون منهم السلطان ورئيس القبيلة وهم بدورهم ينقسمون إلى أربعة بطون هي:
أ/ ليوقي. ب/ نيوقولقي. وتنحصر في هذين الفرعين الرئاسة والزعامة.
ج/ شموتوركي: وقد كانت السلطة عندهم ولكن فرطوا فيها حسب اعتقاد الداجو وهم يطبقون عاداتهم وأعرافهم فانتزعت منهم السلطة.
د/ داجو كروكية أو جواركية وهؤلاء أبناء خؤولة ولا يحق لهم الحكم ولكن يمكن أن يساعدوا في الحكم بأن يكون منهم أعيان ومستشارين للسلطان.
2/ داجو بايوقي:
ويعرفون بأولاد الجنادية ومفرد كلمة جندي ويكون منهم الجندي وهو نائب السلطان دائماً ويحكم الجندي في حالة وفاة السلطان إلى أن يتم تعيين سلطان شرعي آخر. وهم ينقسمون إلى قسمين:
أ/ توقو نقية: وهؤلاء هم القبليون أو أصحاب القبلة عند الداجو ومناط بهم الدعوات والكرامات وسؤال الله سبحانه وتعالى الخير واليمن والبركة للداجو فهم بيت الدين عند الداجو.
ب/ داجو تماكنبنجي: وهم أبناء خؤولة للقسم الأول فهم الذين يسقون ذبائح الكرامات ومن ثم يقومون بذبحها وسلخها وطبخها وتوزيعها.
الداجو بدافور:
.
رجع السلطان سليمان خميس بعد الثورة المهدية حيث توّج سلطاناً على أهله وكانوا حول مدينة نيالا وهو حفيد السلطان عمر كسفورك صاحب جبل أم كردوس المشهور حيث بقي السلطان سليمان مع والدته بعد حادثة التيتل التي تواترت فصول قصصها بين الداجو وجيرانهم ثم خلفه ابنه السلطان آدم سليمان حتى جاء الإنجليز وقابل السلطان آدم سليمان مستر جلنج لتحديد موقع ليكون مركزاً للإدارة البريطانية بالمنطقة وقد استشار الإنجليز سلطان داجو لمعرفته بأنسب المواقع من حيث وفرة المياه وطبيعة الأرض فاختار لهم مدينة نيالا (وكلمة نيالا تعني بلغة الداجو مجلس الأنس والسمر) ولفظها (نالا).
بعد وفاة السلطان آدم سليمان عام 1937م تقلصت إدارة الداجو إلى شرتاوية وتحتها عدة عموديات وهي تسير على هذا المنوال إلى اليوم.
أقسام الداجو بمركزهم الرئيسي بنيالا:
ينقسمون إلى قسمين:
أ/ تروج أو طروج.
ب/ ميري.
أ/ التروج أو الطروج يتكونون من (12) دملج.
ب/ ميري ويتكون من (5) دمالج.
والدملج في العادة يرأس مجموعة صغيرة أو بطون قليلة وقد تشمل كل دملج على ما بين 4 أو 5 بطون صغيرة أما رئيس الدمالج فيسمى سمبي وهناك سمبي للتروج وآخر للميري ونظام الدمالج لدى الداجو نظام إداري قديم متوارث ومتعارف عليه منذ نشأة ممكلة الداجو الأولى وهو نظام سار على كثير من قبائل دارفور كنظام للإدارة وسلطات الدملج أعلى من سلطات العمدة.